# Joel John Bailey
Pour les articles homonymes, voir Bailey.
Joel Bailey, né le 17 février 1980 à San Fernando (Trinité-et-Tobago), est un joueur de football (soccer), à la position d'attaquant. Il a commencé sa carrière professionnelle depuis 2004 avec l'Impact de Montréal.

## Carrière internationale
Il joue avec l'équipe de Trinité-et-Tobago la Digicel Cup 2007.

## Statistiques en carrière
| Club         | année | pj | pd | MIN  | B | P | PTS | C | E |
| ------------ | ----- | -- | -- | ---- | - | - | --- | - | - |
| Montréal     | 2004  | 18 | 12 | 1139 | 4 | 1 | 9   | 0 | 0 |
| Montréal     | 2005  | 3  | 1  | 116  | 0 | 0 | 0   | 1 | 0 |
| Montréal     | 2006  | 21 | 11 | 969  | 2 | 0 | 4   | 2 | 0 |
| Total Impact | ----  | 42 | 24 | 2224 | 6 | 1 | 13  | 3 | 0 |
| Total USL    | ----  | 42 | 24 | 2224 | 6 | 1 | 13  | 3 | 0 |